# مجموعه غیاث
مجموعه غیاث مربوط به دوره قاجار - ۱۵۰ سال است و در راور، خیابان اربعین غربی، ابتدای کوچه ۱۰ واقع شده و این اثر در تاریخ ۷ اسفند ۱۳۸۶ با شمارهٔ ثبت ۲۱۴۶۹ به‌عنوان یکی از آثار ملی ایران به ثبت رسیده است.